# Ленин в Смольном
«В. И. Ленин в Смольном» — картина советского живописца Исаака Бродского, написанная в 1930 году и изображающая В. И. Ленина в момент работы над запиской в одном из помещений Смольного в первые недели советской власти.

## История
Для своей картины Бродский избирает конкретное время и обстановку, что должно убедительно говорить о правдивости и почти документальности созданного образа. Этой же цели подчинена вся композиция работы, включая мельчайшие детали. Она тщательно продумана Бродским и безупречно отвечает замыслу картины.
К моменту написания картины Бродский уже имел большой опыт работы над образом Ленина, начиная от натурных зарисовок до создания таких полотен, как «Ленин на фоне Кремля» (1923), «Ленин на трибуне» (1925), «Ленин на фоне Смольного» (1925), «Выступление Ленина на митинге рабочих Путиловского завода в мае 1917 года» (1929) и других, став признанным мастером этой темы в молодом советском искусстве. В новой картине художник ставит перед собой задачу передать не только портретное сходство, но и донести до зрителя характерные черты облика Ленина в напряжении повседневной работы. Фигура написана почти в натуральную величину, это позволяет зрителю увидеть себя рядом с вождем. Так же достоверно и тщательно изображен кабинет. Его скромная, почти аскетичная обстановка, не соответствующая масштабу принимаемых Лениным решений, должна говорить об ответственности большевистской власти[нужна атрибуция мнения].
Колорит картины сдержан, выдержан в мягких охристых тонах и приближен к реальной цветовой гамме. Скрупулёзность в изображении Бродским деталей интерьера и костюма помогают усилить достоверность изображения и подчеркнуть историческую значительность момента. Написанная спустя шесть лет после смерти Ленина, картина призвана канонизировать образ вождя мирового пролетариата[нужна атрибуция мнения].
После своего появления картина «Ленин в Смольном» стала одним из самых популярных произведений, посвященных образу вождя революции. Она неоднократно экспонировалась на крупнейших художественных выставках, воспроизводилась в печати, в том числе массовыми тиражами в виде цветных репродукций. Бродским были сделаны несколько авторских повторений картины, незначительно отличавшихся от первого варианта размерами.